# Kepler-297c
Kepler-297c es un planeta extrasolar que forma parte de un sistema planetario formado por al menos dos planetas. Orbita la estrella denominada Kepler-297. Fue descubierto en el año 2014 por la sonda Kepler por medio de tránsito astronómico.